# Groupe de NGC 1723
Le groupe de NGC 1723 comprend au moins trois galaxies situées dans la constellation de l'Éridan. La distance moyenne entre ce groupe et la Voie lactée est d'environ 55,8 Mpc (∼182 millions d'al). 

## Membres
Le tableau ci-dessous liste les quatre galaxies du groupe indiquées sur le site du professeur Seligman. Dans un article publié en 1993, A.M. Garcia fait mention de deux galaxies appartenant à un groupe qu'il nomme groupe de NGC 1721. Avec NGC 1721, il n'inclut que deux autres galaxies à ce groupe, soit NGC 1728 et MCG -2-13-21. La vitesse radiale indiquée par Garcia dans son article pour MCG -2-13-21 est de 4 447 km/s. Or, la vitesse radiale de cette galaxie est plutôt de 4 533 km/s, ce qui la place à 66,6 ± 4,7 Mpc (∼217 millions d'al) de la Voie lactée. 
Trois galaxies sont à des distances similaires, soit NGC 1723, NGC 1725 et NGC 1728, pour une distance moyenne d'
environ 55,8 Mpc (∼182 millions d'al). Les deux autres galaxies (NGC 1721 et MCG -2-13-21) sont à un peu plus de 66 Mpc de ces trois dernières. Il semble donc que le groupe de NGC 1723 ne comprend que trois galaxies et que les deux autres, un peu trop éloignées, forment une paire de galaxies.
| Nom          | Class.            | Type           | α (J2000.0)   | δ (J2000.0)  | Vitesse radiale (km/s) | m       | Distance (Mpc) | Diamètre (kal) |
| ------------ | ----------------- | -------------- | ------------- | ------------ | ---------------------- | ------- | -------------- | -------------- |
| NGC 1721     | (R')SAB0^0(s) pec | Lenticulaire   | 04h 59m 17.4s | -11° 07′ 07″ | 4500 ± 9               | 12,8    | 62,2 ± 4,6     | 130            |
| NGC 1723     | SB(r)a pec        | Spirale barrée | 04h 59m 25.9s | -10° 58′ 50″ | 3740 ± 7               | 11,7    | 55,0 ± 3,9     | 136            |
| NGC 1725     | S0                | Lenticulaire   | 04h 59m 22.9s | -11° 07′ 56″ | 3883 ± 42              | 12,8    | 57,1 ± 4,0     | 62             |
| NGC 1728     | Sa pec            | Spirale        | 04h 59m 27.7s | -11° 07′ 23″ | 3762 ± 11              | 13,9    | 55,3 ± 3,9     | 89             |
| MCG -2-13-21 | SA(s)b?           | Spirale        | 04h 55m 05.6s | -10° 41′ 26″ | 4533 ± 8               | 13,3906 | 66,6 ± 4,7     | 176            |

Le site DeepskyLog permet de trouver aisément les constellations des galaxies mentionnées dans ce tableau ou si elles ne s'y trouvent pas, l'outil du site constellation permet de le faire à l'aide des coordonnées de la galaxie. Sauf indication contraire, les données proviennent du site NASA/IPAC.